# Tropane
Le tropane est un composé organique bicyclique azoté. Il est surtout connu pour ses dérivés, qu'on nomme simplement « tropanes », dans lesquels on trouve de nombreux médicaments et neurotoxines. Les plus connus sont des alcaloïdes, les alcaloïdes tropaniques qui incluent entre autres l'atropine et la cocaïne. On peut aussi citer la tropinone, cétone dérivée du tropane qui est un précurseur de l'atropine.
Les alcaloïdes tropaniques se trouvent naturellement dans les plantes de la famille des Érythroxylacées (dont la coca) ou de la famille des Solanacées (dont la mandragore, la jusquiame noire, la belladone, les daturas, la pomme de terre et la tomate),.

## Structure chimique
La base de la structure chimique du tropane est un hétérocyclique azoté, une molécule de pipéridine, dont les carbones C1 et C5 sont liés par un pont éthylique. On peut aussi interpréter la structure du tropane comme un cycle de pyrrolidine dont les carbones C1 et C4 sont liés par un pont propylique. Dans les deux cas, il faut ajouter un groupe méthyle porté par l'atome d'azote (atome 8 du cycle). Sans ce groupe, on parle de nortropane.

Comparaison des structures de la pyrrolidine, du nortropane et de la pipéridine

La molécule possède deux atomes de carbone asymétriques, C1 et C5, qui sont bloqués dans une conformation (R,S) par les contraintes géométriques du bicycle. Cependant, comme la molécule est symétrique, celle-ci n'est pas optiquement active : c'est un composé méso.

## Dérivés
- Tropanols
- Alcaloïdes tropaniques